# Tudela de Segre
Tudela de Segre és una entitat de població del municipi d'Artesa de Segre, a la comarca de la Noguera.
El poble se situa als vessants d'un turó que s'aixeca al marge esquerre del riu Senill, al sud-est del terme municipal. Un branc de la carretera C-14 és la seva principal via de comunicació.

## Història
D'origen medieval, la primera referència escrita data de l'any 1038 quan els comtes d'Urgell van vendre el castell d'Artesa de Segre i els seus termes a Arnau Mir de Tost.
Durant l'edat mitjana, Tudela de Segre estava emmurallada. De les muralles se'n conserva el portal d'accés, obert en una torre de planta quadrada, amb contraforts. Des d'almenys l'any 1309 fins a l'any 1806 pagà delmes al castell de Sant Pere d'Àger.
Fins a l'any 1971 va formar municipi propi juntament amb Colldelrat i Seró.

## Llocs d'interès

### Castell de Tudela
Casa senyorial construïda seguint un model barroc sobre l'antiga fortalesa medieval, apareix documentada l'any 1172 vinculada a l'orde dels templers. Durant la Guerra Civil Espanyola tingué la funció d'escola militar i centre de control estratègic de les forces republicanes.
Des de l'any 1949 és considerat Bé Cultural d'Interès Nacional.

### Ermita de Santa Fe
Data de l'any 1705 i és d'una sola nau, coberta de doble vessant i portal adovellat.